# Kryštof Josef Hollandt
Prof. Jur. Dr. Kryštof Josef Hollandt (? – 1713) byl moravský právník, profesor práva na Olomoucké univerzitě a autor původního komentáře k Institucím.
Kryštof Josef Holandt vystudoval Filosofickou fakultu Olomoucké univerzity a Právnickou fakultu ve Vídni a v Praze 
Hollandt se stal profesorem práva Olomoucké univerzity v roce 1695. Zatímco jeho předchůdci vyučovali pouze veřejné právo (ius civile), on začal vyučovat i právo církevní (ius canonicum). Jezuité, kteří tehdy byli v čele univerzity, považovali výuku kanonického práva za svou doménu, a podali proti činnosti Hollandta protest. V reakci na to v roce 1696 vydal císař Leopold I. dekret, kterým potvrdil Hollandtovu výuku obojího práva (vyučování se však týkalo pouze studentů práva, studenti teologie měli stále výuku kanonického práva odděleně na Teologické fakultě, až do roku 1771).
V roce 1707 musel opustit post profesora v důsledku duševní nemoci. I přesto však v roce 1711 v Olomouci vydal vlastní komentář k Institucím pod názvem Examen iuridicum.